# Notação infixa
Notação infixa é uma notação comum em aritmética e na lógica, onde os operadores são colocados entre os operandos em que eles atuam.
Para os computadores é mais simples analisar a notação prefixa ou a posfixa do que analisar a infixa, mas muitas linguagens de programação a usam por causa de sua familiaridade.
Na notação infixa, parenteses são necessários para indicar a ordem em que as operações devem ser feitas. Na ausência de parênteses, as regras de precedencia indicam a ordem das operações.
A notação infixa pode também ser comparada à notação de função, onde o nome da função sugere uma determinada operação e os argumentos são seus operandos. Um exemplo da notação de função poderia ser {\displaystyle Soma(1,3)}, onde a função {\displaystyle Soma(-,-)} significaria {\displaystyle Soma(1,3)=1+3=4}